# 平壤機械大學
平壤機械大學成立於1959年9月1日，是朝鮮為專門培養機械技術人才所設立。
該大學設有機械生產工程學、機械材料工程學、控制工程學、信息工程學等7個系、19個學科和機械制造、信息處理、電子精密器具等51個教研室。此外還有機械工程學研究所、機械材料工程學研究所、信息工程中心等科研機構和博士院。

## 外部連結
- 平壤機械大學[永久]